# Dalton Gardens
Dalton Gardens è una città (city) degli Stati Uniti d'America, situata nella contea di Kootenai, nello Stato dell'Idaho.